# Anna Muzyčuková
Anna Muzyčuk (přechýleně Muzyčuková, ukrajinsky Ганна Олегівна Музичук, slovinsky Ana Muzičuk; * 28. února 1990 ve Stryji) je ukrajinská (byla slovinská) šachistka, účastnice šesti šachových olympiád žen, přičemž v roce 2014 získala s týmem Ukrajiny bronzovou medaili. Je mistryní světa v šachu (rapid, blitz) od roku 2016.
Je čtvrtou ženou v historii, která dosáhla ratingu FIDE alespoň 2600, a nejvýše byla hodnocena jako světová hráčka číslo 2 mezi ženami a celkově 197. na světě. Je trojnásobnou mistryní světa v rapid a bleskovém šachu – titul v rapid šachu získala v roce 2016 a v bleskovém šachu v letech 2014 a 2016. V klasickém šachu se stala vicemistryní světa v roce 2017.
Pochází ze šachové rodiny – její mladší sestra Marija Muzyčuk je rovněž šachová velmistryně a mistryně světa v klasickém šachu z roku 2015. Obě sestry naučili hrát šachy jejich rodiče, kteří jsou profesionálními šachovými trenéry. Anna se brzy projevila jako šachový zázrak – už v šesti letech vyhrála Mistrovství Evropy dívek do 8 let a v dalších letech získala tituly i v kategoriích do 10, 12 a 14 let. Vyhrála rovněž světový titul v kategorii do 16 let a titul juniorský (do 20 let). Titul mezinárodní mistryně (IM) získala v 17 letech a titul velmistryně (GM) ve 21 letech.

## Dočasná reprezentantka Slovinska
V letech 2004–2014 reprezentovala Slovinsko kvůli sporům s Ukrajinskou šachovou federací. Muzyčuk například nebyla zařazována do reprezentace ani po vítězství na mistrovství Ukrajiny žen, což vnímala jako křivdu. Dostala nabídku reprezentovat Slovinsko, tuto možnost využila, avšak přestože hrála za Slovinsko, fyzicky zůstávala se svou rodinou na Ukrajině. Během deseti let pod slovinskou vlajkou dosáhla řady individuálních úspěchů, včetně zlata na Mistrovství Evropy družstev žen v roce 2011.
V roce 2014 se rozhodla vrátit do ukrajinské reprezentace. Motivací byla jak její sestra Marija, která zůstávala věrná Ukrajině, jednak nové vedení ukrajinské federace v čele s Viktorem Kapustinem, které jí nabídlo férové podmínky. Podle jejích vlastních slov sehrálo roli i to, že se jí stýskalo po možnosti reprezentovat svou rodnou zemi. 

## Světová špička
Po návratu do ukrajinské federace v roce 2014 získala zlatou individuální medaili na Šachové olympiádě žen v roce 2016. Na tomto turnaji dosáhla výkonu 8,5 bodu z 9 partií s ratingovou výkonností 2782, což byla jedna z nejlepších v její kariéře. Je jednou ze tří šachistů (spolu se Susan Polgarovou a Magnusem Carlsenem), kteří ve stejném roce vyhráli mistrovství světa v rapid i bleskovém šachu.

## Protest proti postavení žen v Saúdské Arábii
V roce 2017 vzbudila světovou pozornost, když odmítla obhajovat své tituly na Mistrovství světa v rapid a bleskovém šachu v Saúdské Arábii kvůli omezujícím pravidlům pro ženy. Odmítla hrát v zemi, kde by musela nosit abáju, pohybovat se pouze s mužským doprovodem a akceptovat postavení „druhořadé bytosti“, jak sama uvedla.

## Další úspěchy v současnosti
Anna Muzyčuk hraje aktivně 1.e4 s bílými a často volí sicilskou obranu a nizozemskou obranu jako černá. Svůj styl označuje za aktivní s důrazem na přípravu zahájení a poziční hru.
V posledních letech zůstává jednou z nejvýraznějších postav ženského šachu. V roce 2021 se probojovala do semifinále premiérového ženského Světového poháru FIDE a tím si zajistila účast v turnaji kandidátek pro rok 2022. Přestože se jí v turnaji nepodařilo zvítězit, stále patří k širší světové špičce.
V roce 2023 i 2024 se účastnila elitních šachových turnajů, včetně mistrovství světa v rapid a bleskovém šachu a významných open turnajů. Pravidelně reprezentuje Ukrajinu na vrcholných týmových soutěžích, jako jsou šachové olympiády a mistrovství Evropy družstev, kde patří k oporám na prvním nebo druhém šachovnici.
Kromě vlastní šachové kariéry se věnuje i popularizaci šachu – například v roce 2021 spolukomentovala spolu s bývalým mistrem světa Višvanáthanem Ánandem mistrovství světa v šachu mezi Magnusem Carlsenem a Ianem Nepomňaščim. Vystupuje na veřejnosti také jako zastánkyně ženských práv ve sportu a otevřeně kritizuje diskriminační podmínky vůči ženám, zejména v kontextu mezinárodních turnajů v některých zemích.
V roce 2025 je stále aktivní hráčkou s ratingem nad 2500 a pravidelně se objevuje v první desítce ženského světového žebříčku FIDE.

## Tituly
V roce 2004 získala titul mezinárodní velmistryně. Titul mezinárodního mistra získala v roce 2007. V roce 2012 získala titul šachového velmistra.

## Šachové olympiády žen
| Rok  | Stát      | Olympiáda | Místo           | Deska | ELO  | body/ partie | pořadí na šachovnici | pořadí družstvo |
| 2004 | Slovinsko | 36.       | Calvià          | 1.    | 2383 | 7,5/13       | 27.                  | 19.             |
| 2006 | Slovinsko | 37.       | Turín           | 1.    | 2418 | 8/11         | 10.                  | 9.              |
| 2008 | Slovinsko | 38.       | Drážďany        | 1.    | 2508 | 7/11         | 20.                  | 37.             |
| 2010 | Slovinsko | 39.       | Chanty-Mansijsk | 1.    | 2535 | 7/10         | 5.                   | 32.             |
| 2012 | Slovinsko | 40.       | Istanbul        | 1.    | 2606 | 5,5/10       | 27.                  | 41.             |
| 2014 | Ukrajina  | 41.       | Tromsø          | 1.    | 2555 | 6/10         | 9.                   | 3.              |